# George Richards Minot
George Richards Minot (Boston, EUA 1885 - íd. 1950) fou un metge estatunidenc guardonat amb el Premi Nobel de Medicina o Fisiologia l'any 1934.

## Biografia
Va néixer el 2 de desembre de 1885 a la ciutat de Boston, població situada a l'estat nord-americà de Massachusetts. Va estudiar medicina a la Universitat Harvard, on es va llicenciar el 1912 i de la qual va arribar a ser professor de medicina l'any 1928. Va pertànyer també al Consultori de l'Hospital General de Massachusetts i va dirigir el Laboratori Thorndike Memorial i l'Hospital de la ciutat de Boston.
Va morir el 25 de febrer de 1950 a la seva residència de la ciutat de Boston.

## Recerca científica
Inspirat pels treballs de George Hoyt Whipple, que demostrà la possibilitat que la dieta a base de fetge augmentés l'aportació d'hemoglobina a la sang de gossos anèmics, va iniciar l'any 1924 en col·laboració amb William Parry Murphy a tractar als pacients d'anèmia perniciosa amb grans quantitats de fetge, aconseguint un gran èxit.
L'any 1934 fou guardonat, juntament amb Hoyt Whipple i Parry Murphy, amb el Premi Nobel de Medicina o Fisiologia pels seus descobriments referents a la teràpia del fetge en casos d'anèmia.